# Гродзець (гміна)
Гміна Гродзець (пол. Gmina Grodziec) — сільська гміна у північно-західній Польщі. Належить до Конінського повіту Великопольського воєводства.
Станом на 31 грудня 2011 у гміні проживало 5288 осіб.

## Територія
Згідно з даними за 2007 рік площа гміни становила 117.72 км², у тому числі:
- орні землі: 56.00%
- ліси: 37.00%

Таким чином, площа гміни становить 7.46% площі повіту.

## Населення
Станом на 31 грудня 2011:
| Опис     | Загалом | Загалом | Чоловіки | Чоловіки | Жінки | Жінки |
| -------- | ------- | ------- | -------- | -------- | ----- | ----- |
| одиниця  | осіб    | %       | осіб     | %        | осіб  | %     |
| все      | 5288    | 100     | 2635     | 49.83    | 2653  | 50.17 |
| міське   | 0       | 100     | 0        |          | 0     |       |
| сільське | 5288    | 100     | 2635     | 49.83    | 2653  | 50.17 |

## Сусідні гміни
Гміна Гродзець межує з такими гмінами: Блізанув, Ґізалкі, Жґув, Заґурув, Рихвал, Ставішин, Хоч.